# Сё Ситацу
Сё Ситацу (яп. 尚 思達, 1408 — 29 октября 1449) — ван государства Рюкю династии Сё (1444—1449). Сын Сё Тю. В 1448 году император Китая Чжэнтун направил к Сё Ситацу миссию саппо.
Умер в 1449 году, не оставив наследника. Его дядя Сё Кимпику был назначен королем.